# Bóng đá tại Đại hội Thể thao toàn quốc
Bóng đá xuất hiện tại mọi kỳ Đại hội Thể thao toàn quốc đối với nội dung bóng đá nam. Nội dung bóng đá nữ chính thức được thêm vào chương trình thi đấu từ kỳ Đại hội năm 1995.

## Giải đấu nam
| 1985 | Hà Nội                | Không rõ  | Không rõ    | Không rõ              | Không rõ                          | Không rõ    | Không rõ       |
| 1990 | Hà Nội                | Không rõ  | Không rõ    | Không rõ              | Không rõ                          | Không rõ    | Không rõ       |
| 1995 | Hà Nội                | Hải Phòng | 1–0         | Hà Nội                | An Giang và Thành phố Hồ Chí Minh | Không có    | Không có       |
| 2002 | Hà Nội                | Quân đội  | 2–1         | Thành phố Hồ Chí Minh | Hà Nội                            | 1–1 (7–6 p) | Bình Định      |
| 2006 | Thành phố Hồ Chí Minh | Đà Nẵng   | 0–0 (3–1 p) | Đồng Tháp             | Bình Dương                        | 8–2         | Hà Nội         |
| 2010 | Đà Nẵng               | Bình Định | 1–0         | Gia Lai               | Nghệ An                           | 0–0 (3–2 p) | Đồng Tháp      |
| 2014 | Nam Định              | Nghệ An   | 4–0         | Thừa Thiên Huế        | Hà Nội                            | RR          | Nam Định       |
| 2018 | Hà Nội                | Hà Nội    | 2–0         | Nghệ An               | Đà Nẵng                           | 3–3 (4–2 p) | Thừa Thiên Huế |
| 2022 | Quảng Ninh            | Nghệ An   | 0–0 (4–2 p) | Hà Nội                | Thành phố Hồ Chí Minh             | 2–1         | Nam Định       |

## Giải đấu nữ
| 1995 | Hà Nội                | Không rõ              | Không rõ    | Không rõ              | Không rõ              | Không rõ | Không rõ              |
| 2002 | Hà Nội                | Thành phố Hồ Chí Minh | 1–1 (5–4 p) | Hà Nội                | Hà Tây                | 4–0      | Quảng Ninh            |
| 2006 | Thành phố Hồ Chí Minh | Hà Tây                | 0–0 (5–3 p) | Hà Nội                | Thành phố Hồ Chí Minh | 4–1      | Quảng Ninh            |
| 2010 | Đà Nẵng               | Hà Nội                | RR          | Quảng Ninh            | Hà Nam                | RR       | Thành phố Hồ Chí Minh |
| 2014 | Nam Định              | Hà Nam                | 1–0         | Thành phố Hồ Chí Minh | Hà Nội                | RR       | Quảng Ninh            |
| 2018 | Hà Nội                | Thành phố Hồ Chí Minh | RR          | Hà Nam                | Hà Nội                | RR       | Quảng Ninh            |
| 2022 | Quảng Ninh            | Quảng Ninh            | RR          | Thành phố Hồ Chí Minh | Hà Nội                | RR       | Hà Nam                |

## Bảng tổng sắp huy chương

### Giải đấu nam
| Hạng                | Đoàn                  | Vàng | Bạc | Đồng | Tổng số |
| ------------------- | --------------------- | ---- | --- | ---- | ------- |
| 1                   | Nghệ An               | 2    | 1   | 1    | 4       |
| 2                   | Hà Nội                | 1    | 2   | 2    | 5       |
| 3                   | Đà Nẵng               | 1    | 0   | 1    | 2       |
| 4                   | Bình Định^            | 1    | 0   | 0    | 1       |
| 4                   | Hải Phòng             | 1    | 0   | 0    | 1       |
| 4                   | Quân đội              | 1    | 0   | 0    | 1       |
| 7                   | Thành phố Hồ Chí Minh | 0    | 1   | 2    | 3       |
| 8                   | Gia Lai               | 0    | 1   | 0    | 1       |
| 8                   | Huế                   | 0    | 1   | 0    | 1       |
| 8                   | Đồng Tháp             | 0    | 1   | 0    | 1       |
| 11                  | An Giang              | 0    | 0   | 1    | 1       |
| 11                  | Bình Dương^           | 0    | 0   | 1    | 1       |
| Tổng số (12 đơn vị) | Tổng số (12 đơn vị)   | 7    | 7   | 8    | 22      |

### Giải đấu nữ
| Hạng               | Đoàn                  | Vàng | Bạc | Đồng | Tổng số |
| ------------------ | --------------------- | ---- | --- | ---- | ------- |
| 1                  | Thành phố Hồ Chí Minh | 2    | 2   | 1    | 5       |
| 2                  | Hà Nội                | 1    | 2   | 3    | 6       |
| 3                  | Hà Nam^               | 1    | 1   | 1    | 3       |
| 4                  | Quảng Ninh            | 1    | 1   | 0    | 2       |
| 5                  | Hà Tây^               | 1    | 0   | 1    | 2       |
| Tổng số (5 đơn vị) | Tổng số (5 đơn vị)    | 6    | 6   | 6    | 18      |